# Championnat d'Ukraine de football 2012-2013
Navigation
2011-2012 2013-2014
La saison 2012-2013 de Premier-Liga est la vingt-deuxième édition de la première division ukrainienne. Le premier niveau du championnat oppose seize clubs ukrainiens en une série de 30 rencontres durant la saison de football.
Les cinq premières places de ce championnat sont qualificatives pour les compétitions européennes que sont la Ligue des Champions et la Ligue Europa. Le Shakthar Donetsk remporte le championnat d'Ukraine 2013 et se qualifie pour la Ligue des Champions 2013-2014.

## Participants
| \| Arsenal Chornomorets Dnipro Dynamo Kryvbass Illichovets Metalist Metalurg Shakhtar Tavria Volyn Vorskla Zarya \| Localisation des clubs engagés dans le championnat. |
| Arsenal Chornomorets Dnipro Dynamo Kryvbass Illichovets Metalist Metalurg Shakhtar Tavria Volyn Vorskla Zarya                                                           |

Légende des couleurs
- Phase de groupes de la Ligue des Champions 2012-2013
- Troisième tour de qualification de la Ligue des Champions 2012-2013
- Tour de Barrages de la Ligue Europa 2012-2013
- Troisième tour de qualification de la Ligue Europa 2012-2013
- Deuxième tour de qualification de la Ligue Europa 2012-2013
- Champion et promu de First League

| Club                  | Dernière montée | Classement 2011-2012 | Entraîneur          | Depuis | Stade                   | Capacité théorique |
| --------------------- | --------------- | -------------------- | ------------------- | ------ | ----------------------- | ------------------ |
| Chakhtar Donetsk      | 1992            | 1                    | Mircea Lucescu      | 2004   | Donbass Arena           | 52 518             |
| Dynamo Kiev           | 1992            | 2                    | Yuri Semin          | 2010   | NSC Olimpiski           | 70 050             |
| Metalist Kharkiv      | 2004            | 3                    | Myron Markevych     | 2005   | Stade Metalist          | 41 411             |
| Dnipro Dnipropetrovsk | 1992            | 4                    | Juande Ramos        | 2010   | Dnipro Arena            | 31 003             |
| Arsenal Kiev          | 2001            | 5                    | Leonid Kuchuk       | 2011   | Stade Dynamo Lobanovski | 16 863             |
| Tavria Simferopol     | 1992            | 6                    | Semen Altman        | 2011   | Stade Lokomotiv         | 19 978             |
| Metalurh Donetsk      | 1997            | 7                    | Volodymyr Pyatenko  | 2011   | Stade Metalurh          | 5 300              |
| Vorskla Poltava       | 1996            | 8                    | Mykola Pavlov       | 2007   | Stade Vorskla           | 25 000             |
| Tchernomorets Odessa  | 2011            | 9                    | Roman Hryhorchuk    | 2010   | Stade Tchernomorets     | 34 164             |
| Kryvbass Kryvy Rih    | 1992            | 10                   | Yuri Maksymov       | 2010   | Stade Metalurh          | 29 783             |
| Illichovets Marioupol | 2008            | 11                   | Ihor Leonov         | 2011   | Stade Illichivets       | 12 680             |
| Volyn Lutsk           | 2010            | 12                   | Anatoliy Demyanenko | 2012   | Stade Avanhard          | 12 080             |
| Zarya Louhansk        | 2006            | 13                   | Yuriy Vernydub      | 2011   | Stade Avanhard          | 22 288             |
| Karpaty Lviv          | 2006            | 14                   | Pavel Kucherov      | 2005   | Arena Lviv              | 34 915             |
| Zakarpattya Oujhorod  | 2012            | 1                    | Oleksandr Sevidov   | 2011   | Stade Avanhard          | 12 000             |
| Metalurg Zaporijjye   | 2012            | 2                    | Serhiy Kovalets     | 2012   | Slavutych-Arena         | 11 983             |

## Classement
Mis à jour le 27 mai 2013
| Rang | Équipe                | Pts | J  | G  | N | P  | Bp | Bc | Diff |
| ---- | --------------------- | --- | -- | -- | - | -- | -- | -- | ---- |
| 1    | Shakhtar Donetsk T'C' | 79  | 30 | 25 | 4 | 1  | 82 | 18 | +64  |
| 2    | Metalist Kharkiv      | 66  | 30 | 20 | 6 | 4  | 59 | 25 | +34  |
| 3    | Dynamo Kiev           | 62  | 30 | 20 | 2 | 8  | 55 | 23 | +32  |
| 4    | Dnipro Dnipropetrovsk | 56  | 30 | 16 | 8 | 6  | 56 | 27 | +29  |
| 5    | Metalurg Donetsk      | 49  | 30 | 14 | 7 | 9  | 45 | 35 | +10  |
| 6    | Kryvbass Kryvyï Rih   | 43  | 29 | 12 | 7 | 10 | 36 | 38 | -2   |
| 7    | Chornomorets Odesa    | 43  | 30 | 12 | 7 | 11 | 32 | 36 | -4   |
| 8    | Arsenal Kiev          | 39  | 30 | 10 | 9 | 11 | 34 | 41 | -7   |
| 9    | Illichovets Marioupol | 38  | 30 | 10 | 8 | 12 | 30 | 32 | -2   |
| 10   | Zarya Louhansk        | 37  | 30 | 10 | 7 | 13 | 32 | 45 | -13  |
| 11   | Tavria Simferopol     | 35  | 30 | 10 | 5 | 15 | 27 | 46 | -19  |
| 12   | Vorskla Poltava       | 31  | 30 | 8  | 7 | 15 | 31 | 36 | -5   |
| 13   | Karpaty Lviv          | 27  | 30 | 7  | 6 | 17 | 37 | 52 | -15  |
| 14   | Volyn Lutsk           | 26  | 29 | 6  | 8 | 15 | 23 | 45 | -22  |
| 15   | Zakarpattya OujhorodP | 22  | 30 | 5  | 7 | 18 | 29 | 57 | -28  |
| 16   | Metalurg ZaporijjyeP  | 11  | 30 | 1  | 8 | 21 | 12 | 64 | -52  |

Qualifications européennes
Ligue des champions 2013-2014
- 1er  : Phase de groupes
- 2e  : Troisième tour de qualification

Ligue Europa 2013-2014
- Tour de Barrages
- Troisième tour de qualification
- Deuxième tour de qualification

Autre
- Dissolution du club

Abréviations
- T : Tenant du titre
- C : Vainqueur de la Ukrainian Cup 2013
- P : Promus de First League 2011-2012